# Kiril Metkov
Kiril Metkov, bolgarski nogometaš, * 1. februar 1965.
Za bolgarsko reprezentanco je odigral 9 uradnih tekem.